# Teater Taimine
Teater Taimine är en turnéteater för barn och ungdom grundad år 2002 av skådespelaren Carl Gustaf "CG" Wentzel. Teatern är explicit en turnéteater och besöker daghem och skolor med både svensk- och finskspråkiga föreställningar samt tvåspråkiga uppsättningar. Taimine når upp till 40 000 - 50 000 åskådare per år.
Undervisnings- och kulturministeriet beviljade Barndagspriset 2015 till Teater Taimine. År 2018 beviljade även Svenska Kulturfonden sitt Kulturpris till Teater Taimine.

## Produktion
- 2002 Ondskan
- 2003 / 2005 Thomas & Tryggve
- 2004 Brännmärkt
- 2005 / 2007 Olycka & Elände
- 2006 Kärlek! Kärlek!
- 2007 Den förträfflige Herr Glad
- 2008 Piece of Cake
- 2010 / 2012 Stjärnornas sång
- 2010 / 2013 Leka skogen
- 2012 True Love sucks
- 2013 Emilia Ö:s märkliga måndag
- 2014 Tie your camel
- 2015 / 2016 Jakten på det försvunna ljudet
- 2015 / 2017 Apollo 21
- 2016 Var God
- 2017 Pussas på riktigt
- 2017 Svea & Finn
- 2018 / 2020 Skolans kung
- 2019 / 2020 Leopold Prinshjärta
- 2019 Lyckomanifestet
- 2020 Ruskigt på riktigt
- 2020 Klassens drottning
- 2021 Bobban

## Medverkare
Teater Taimines medverkare:  
- CG Wentzel, teaterchef, skådespelare och producent
- Mikael Strömberg, skådespelare
- Oskar Silén, skådespelare, regissör, musiker, ljud och ljusplanerare, producent
- Silva Lillrank, skådespelare
- Jonna Nyman, skådespelare
- Outi Paasivirta, skådespelare
- Lars Idman, scenograf
- Linda Bondestam, illustratör
- Malin Kivelä, författare
- Paul Olin, regissör och författare
- Lena Frölander-Ulf, författare och illustratör
- Ida-Lina Nyholm, konst- och dramapedagog
- Tove Appelgren, regissör och författare
- Jyrki Kiiskinen, författare och översättare
- Madicken Malm, författare
- Monika Vikström-Jokela, författare
- Riina Huhtanen, koreograf
- Sanna Pietilä, dräktdesigner och sömmerska
- Michaela Bränn, historiker